# Карасьов Олександр Микитович
Олександр Микитович Карасьов (нар. 17 серпня 1916 — пом. 14 березня 1991) — радянський льотчик-ас, брав участь у Другій світовій війні та війні у Кореї (1950—1953). Герой Радянського Союзу(1943).

## Життєпис
Народився 17 серпня 1916 року в місті Владикавказі Терської області, нині столиці Республіки Північна Осетія — Аланія, в родині муляра. Закінчив 7 класів і школу ФЗУ за професією «токар по металу», працював токарем на швейній фабриці імені С. М. Кірова.
У Червоній Армії з грудня 1937 року. був призваний на строкову службу, служив мотористом в ВПС Північно-Кавказького військового округу. У квітні 1940 року направлений на навчання. В грудні 1940 року закінчив Нахічеванську військово-авіаційну школу, в 1941 році — Батайську військово-авіаційну школу пілотів.

## Участь у Другій світовій війні
Перший бій провів 26 червня 1941 року у складі 282-го винищувального авіаційного полку ВПС Південного фронту. З серпня 1941 року був льотчиком, з вересня — командиром ланки 5-й окремій авіаційній ескадрильї ППО Південного фронту. З листопада 1941 року — командир ланки 248-го винищувального авіаполку, з квітня 1942 року на тій же посаді в 164-му винищувальному авіаполку. У липні 1942 року А. Н. Карасьов був призначений в 6-й винищувальний авіаційний полк 8-ї повітряної армії. Брав участь в боях з захисту Сталінграда, збивши 6 серпня два літаки противника.
В числі найкращих льотчиків-винищувачів 8-ї повітряної армії, у вересні 1942 року був переведений до 9-го гвардійського винищувального полку. Літав в першій ескадрильї А. В. Алелюхіна, спочатку льотчиком, з січня 1943 — командиром ланки, з серпня 1943 — заступником командира ескадрильї, з листопада 1943 — командиром ескадрильї, з січня 1944 року — помічником командира полку з повітряно-стрілецької службі. В боях за Сталінград в складі цього полку Карасьов виконав 120 бойових вильотів, провів 35 повітряних боїв, в яких особисто збив шість літаків супротивника.
До боїв за Ростов він вже мав два ордени Червоного Прапора. A 1 квітня Указом Президії Верховного Сонета СРСР гвардії старший лейтенант Карасьов був визнаний гідним вищої нагороди Батьківщини — ордена Леніна. Після «Як», влітку 1943 року, перевчився на винищувач Р-39 «Аерокобра».
10 травня 1943 командир ланки 9-го гвардійського винищувального авіаційного полку, гвардії старший лейтенант Карасьов А. Н. був представлений до звання Героя Радянського Союзу. Указом Президії Верховної Ради СРСР від 24 серпня 1943 гвардії старшому лейтенанту Карасьов Олександру Микитовичу присвоєно звання Героя Радянського Союзу з врученням ордена Леніна і медалі «Золота Зірка» (№ 1138).
5 листопада 1943 Карасьова було присвоєно чергове військове звання капітана, а 25 лютого 1944 він став майором.
7 квітня 1944 майор Карасьов А. Н. з бойового завдання не повернувся … Йому довелося вступити в бій з п'ятьма «Мессершмітт» Bf-109. Майстерно маневруючи, він збив один ворожій літак, а другий підбив. Але й сам був збитий. Охоплений полум'ям, його літак впав на зайнятій ворогом території в Криму …
До цього часу на бойовому рахунку А. Н. Карасьова було більше 380 бойових вильотів і 112 повітряних боїв, в яких він збив 23 літака ворога особисто і 9 — в групі. Відважний льотчик залишився живий, але у несвідомому стані він був узятий в полон. Утримувався в севастопольській в'язниці, потім пройшов ряд концтаборів. Кілька разів збігав, але безуспішно. 8 травня 1945 табір Маутхаузен, в якому знаходився А. Н. Карасьов, звільнили радянські війська.

## Післявоєнна кар'єра
Спецперевірку проходив в офіцерському фільтраційному таборі при 12-й запасній стрілецькій бригаді Південно-Уральського військового округу. В листопаді 1945 року перевірку була завершена, йому було повернуто всі нагороди, і він залишився служити у Військово-повітряних силах. У січні 1946 року повернувся в свій 9-й гвардійський винищувальний авіаполк. З червня 1946 року — льотчик-інспектор з техніки пілотування 303-й ВАД в Білоруському військовому окрузі, яка в червні 1950 року в повному складі перекинута в Приморський військовий округ і передана до складу 54-ї повітряної армії. В січні 1951 року призначений командиром 523-го ВАП в цій дивізії. Освоїв реактивні винищувачі Як-15 та МіГ-15.

## Участь у війні в Кореї
У березні 1951 року полк перекинутий в Північний Китай, почалося урядове відрядження. На цій війні знову проявив себе не тільки особисто відважним повітряним бійцем (першим відкрив бойовий рахунок свого полку в повітряному бою 18 червня 1951), а й умілим та грамотним командиром. В жовтні 1951 був призначений заступником командира 303-й ВАД і потім в бойових вильотах майже не брав участь, залишаючись в Китаї до лютого 1952 року. Полковник А. Н. Карасьов став найрезультативнішим з ветеранів Другої Світової війни, Героїв Радянського Союзу, які воювали в Кореї.
Здійснив 112 бойових вильотів на МіГ-15біс, в повітряних боях знищив особисто 7 літаків. Був представлений до звання двічі Героя Радянського Союзу, але в Москві нагорода замінена на орден Леніна.

## Список повітряних перемог
| Дата повітряного бою | Кількість і тип збитих ворожих літаків (особисто/в групі) | Район повітряного бою             |
| -------------------- | --------------------------------------------------------- | --------------------------------- |
| 23.07.1942           | 1/7 Dornier Do-17                                         | Варламовський                     |
| 06.08.1942           | 1 Ме-109                                                  | на південний захід від Аксай      |
| 06.08.1942           | 1 Ме-109                                                  | на захід від Аксай                |
| 07.08.1942           | 1/2 Ме-109                                                | на північній схід від Абганерово  |
| 13.08.1942           | 1 Ме-109                                                  | на північ від х. Березовський     |
| 20.08.1942           | 1 Ме-109                                                  | Котлубань                         |
| 20.08.1942           | 1 Ме-109                                                  | Котлубань                         |
| 17.12.1942           | 1 Ме-109                                                  | Капкінський                       |
| 30.01.1943           | 1 Junkers Ju-88                                           | на захід від Велика Таловка       |
| 22.03.1943           | 1 Junkers Ju-87                                           | на північний захід від Азова      |
| 22.03.1943           | 1 Ме-109                                                  | Батайськ                          |
| 30.05.1943           | 1 Ме-109                                                  | Степанівка                        |
| 29.06.1943           | 1 Junkers Ju-88                                           | Ясіновський                       |
| 16.07.1943           | 1 Ме-109                                                  | на захід від Куйбишево            |
| 17.07.1943           | 1 Junkers Ju-88                                           | Куйбишево                         |
| 19.07.1943           | 1 Ме-109                                                  | Амвросіївка                       |
| 02.10.1943           | 1 Ме-109                                                  | на захід від Ворошіловка          |
| 05.10.1943           | 1 Ме-109                                                  | на південний захід Великий Токмак |
| 01.11.1943           | 1 Junkers Ju-87                                           | на північний захід від Армянськ   |
| 29.11.1943           | 1 Heinkel He-111                                          | на захід від Дніпровка            |
| 30.11.1943           | 1 Heinkel He-111                                          | Велика Білозірка                  |
| 25.02.1944           | 1 Ме-109                                                  | на захід від Херсона              |
| 18.06.1951           | F-86 Sabre                                                | Тейсю — Хакусен — Кіодзіо         |
| 24.06.1951           | F-80                                                      | Ансю                              |
| 19.09.1951           | F-84                                                      | Дзюнсен — Сюкусен                 |
| 19.09.1951           | F-84                                                      | Дзюнсен — Сюкусен                 |
| 19.09.1951           | F-84                                                      | Дзюнсен — Сюкусен                 |
| 26.09.1951           | 1 F-84                                                    | Кенкері                           |
| 27.10.1951           | 1 B-29                                                    | на північний схід від Дзюнсен     |

Примітка: таблицю складено за даними джерел и .

## Мирне життя
Після повернення в СРСР, в жовтні 1952 року призначений командиром 303-й ВАД. З грудня 1957 — на навчанні, закінчив Вищі академічні курси при Військовій академії Генерального штабу в вересні 1958 року народження, а у вересні 1959 року він закінчив основний курс Військової академії Генерального штабу.
З вересня 1959 — начальник Ворошиловградського військово-авіаційного училища льотчиків. Після його закриття в у грудні 1960 році переведений начальником штабу — заступником начальника Чернігівського військового авіаційного училища льотчиків. З серпня 1968 генерал-майор авіації Карасьов А. Н. — в запасі.
Жив в місті Чернігові. Помер 14 березня 1991 року. Похований в Чернігові на Яцевському кладовищі.

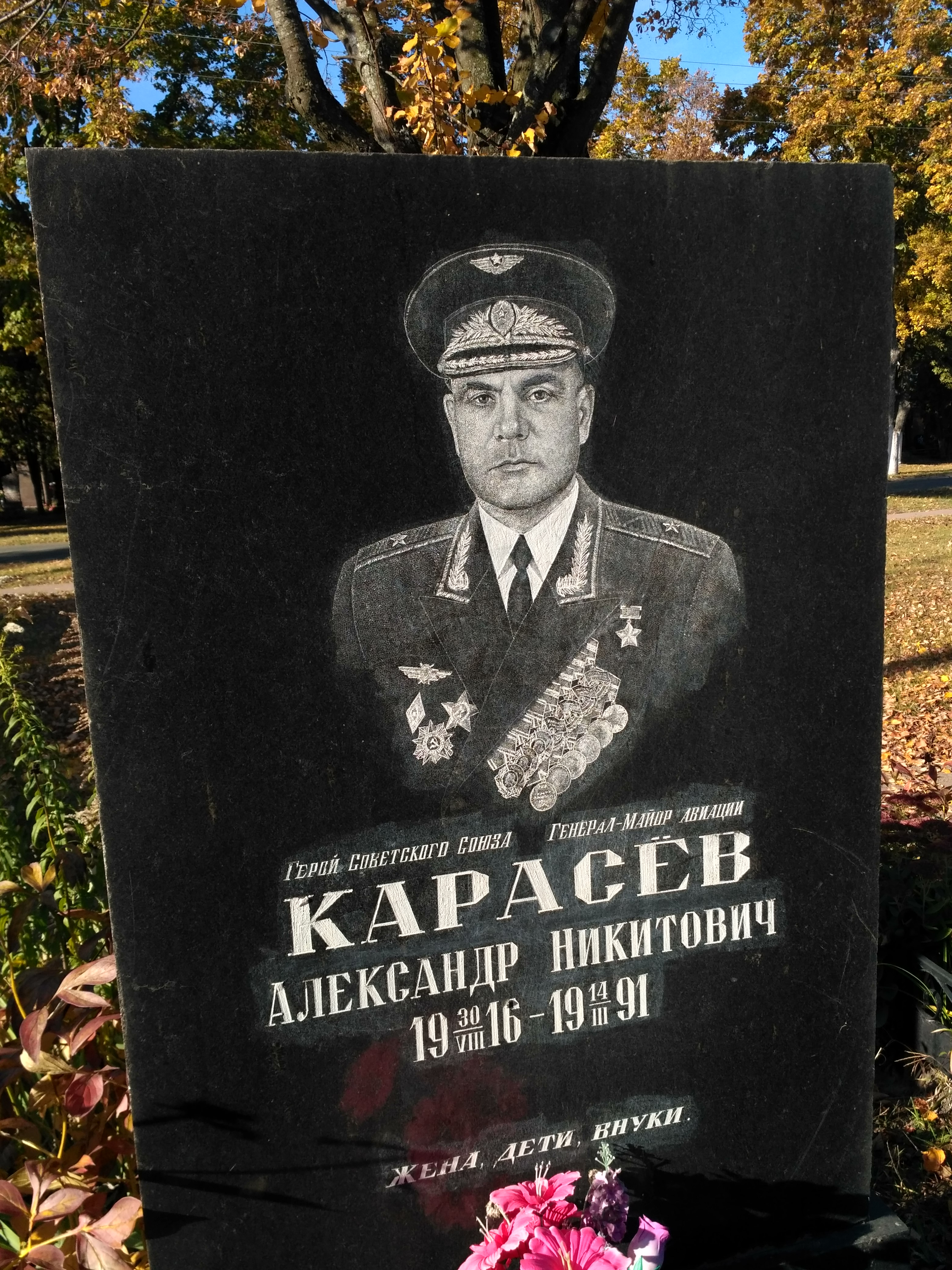
Могила ГРС Карасьова, Чернігів

## Нагороди
Герой Радянського Союзу — Медаль «Золота Зірка»
2 х Орден Леніна
3 х Орден Червоного Прапора
Орден Вітчизняної війни 1-го ступеня
Орден Червоної Зірки
Медалі

## Біографічні статті
- Карасев Александр Никитович. на www.warheroes.ru. Архів оригіналу за 29 листопада 2014. Процитовано 13 листопада 2014.(рос.)
- Карасев Александр Никитович. наhttp://airaces.narod.ru. Архів оригіналу за 26 листопада 2014. Процитовано 13 листопада 2014. {{cite web}}: Зовнішнє посилання в |publisher= (довідка)(рос.)